# علاء وردی
علاء وردی (متولد ۲۳ دی ۱۳۶۵) هنرمند آکاپلا معروف سعودی-ایرانی است. درحالی که شهرت وی بیشتر در خاورمیانه است، تنها نماهنگ سیاسی او در سال ۲۰۱۳ به زبان انگلیسی با عنوان «No Woman, No Drive» بازخوانی موسیقی معروف «نه، زن، گریه نکن» باب مارلی در یوتیوب میلیون‌ها بیننده پیدا کرد.